# Donuca
Donuca là một chi bướm đêm thuộc họ Noctuidae.

## Loài
- Donuca castalia (Fabricius, 1775)
- Donuca lanipes (Butler, 1877)
- Donuca orbigera (Guenée, 1852)
- Donuca rubropicta (Butler, 1874)
- Donuca spectabilis Walker, 1865
- Donuca xanthopyga (Turner, 1909)